# John Latham (médecin)
Ne pas confondre avec John Latham (1740-1837)
John Latham, né à Gawsworth (Cheshire, Angleterre) le 29 décembre 1761 et mort le 20 avril 1843 à Bradwall Hall (Cheshire), est un médecin britannique des XVIIIe et XIXe siècles, président de 1813 à 1819 du Royal College of Physicians de Londres, où il met à jour la pharmacopée. Il est également connu pour avoir créé en 1790 le premier hôpital marin d’Angleterre.

## Biographie
John Latham naît le 29 décembre 1761 à Gawsworth, comté de Chester. Il est l'aîné des enfants de John Latham, de l'Oriel College (université d'Oxford), et de Sarah Podmore.
Après des études secondaires à Manchester, il entre au Brasenose College d'Oxford en 1778. Il achève ses études de médecine à Londres, au St Bartholomew's Hospital sous la férule de David Pitcairn.
Il exerce durant ses premières années professionnelles à Manchester et à Oxford. Il revient à Londres en 1788 et il admis l'année suivante au Collège royal de médecine, et au bout de quelques mois, il exerce au Middlesex Hospital, puis au couvent de la Madeleine.
En 1790, il devient « médecin extraordinaire » du prince de Galles, puis accède à la même fonction dans la suite de George IV. En 1790, toujours, il crée le premier hôpital marin d’Angleterre.
En 1792, il succède à David Pitcairn au St. Bartholomew, et s’installe à Bedford Row, où il demeure jusqu’en 1808, avant de déménager à Harley Street.
John Latham devient membre de la Royal Society en 1801.
De 1813 à 1819, il est président du Collège royal de médecine, où il met à jour la pharmacopée.
En 1816, il fonde la Medical Benevolent Society, puis prend sa retraite en 1829.
Il meurt le 20 avril 1843 à Bradwall Hall, propriété achetée en 1801, de complications après des calculs dans la vessie. Il est enterré à St Mary's Church, Sandbach dans le Chester.